# Broome (Australia)
Broome – miasto na północnym wybrzeżu Australii, w stanie Australia Zachodnia. Ośrodek administracyjny hrabstwa Broome. Około 11,5 tys. mieszkańców (2006).
Jedno z większych centrum hodowli pereł. Właśnie dzięki poławiaczom pereł, głównie z Japonii, miasto zawdzięcza swój rozkwit. Do dziś można jeszcze zobaczyć cmentarz japońskich nurków. Drugim przemysłem Broome jest turystyka.
W latach 1898−1966 w mieście istniała linia tramwajowa.

## Galeria

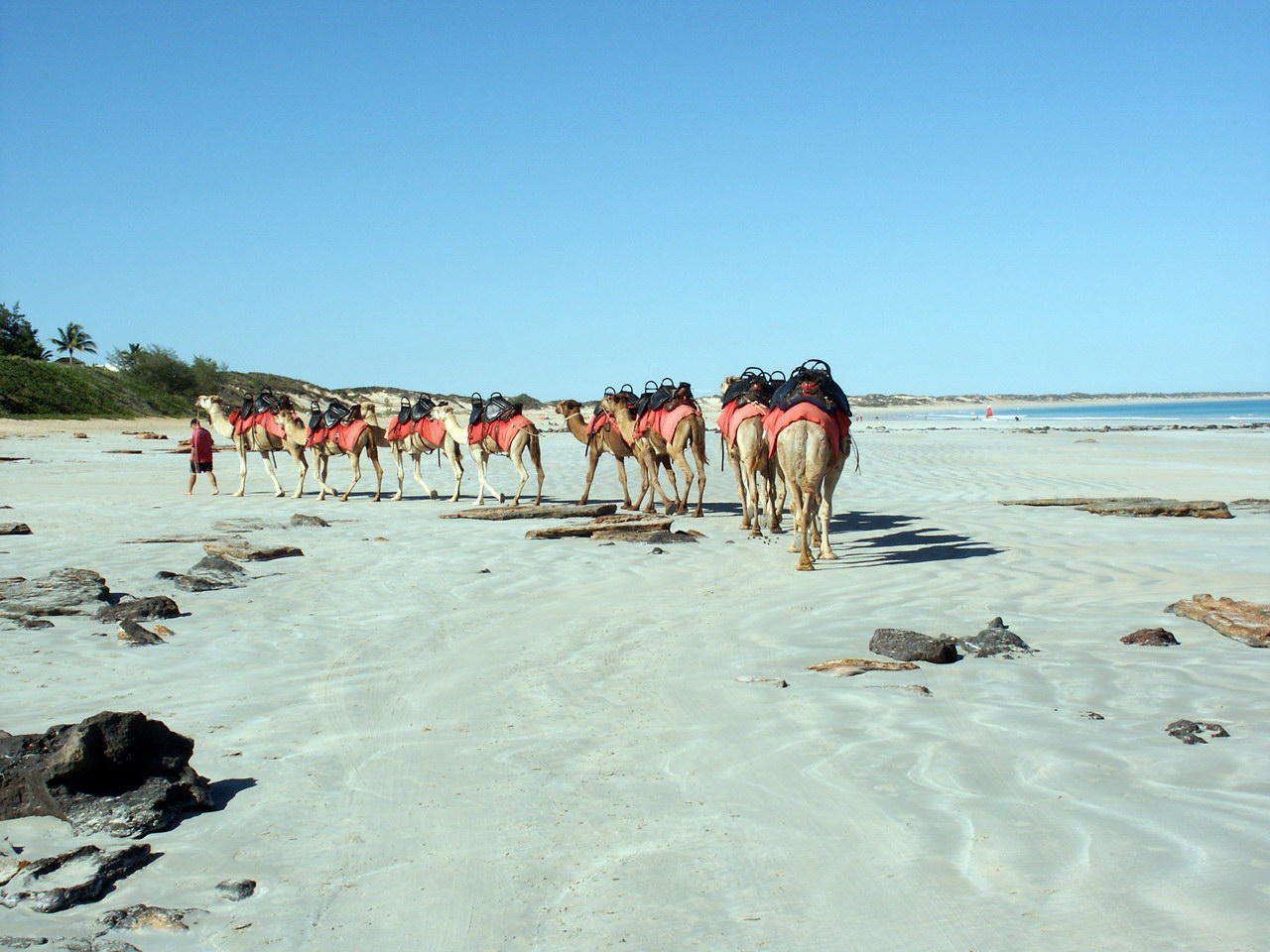
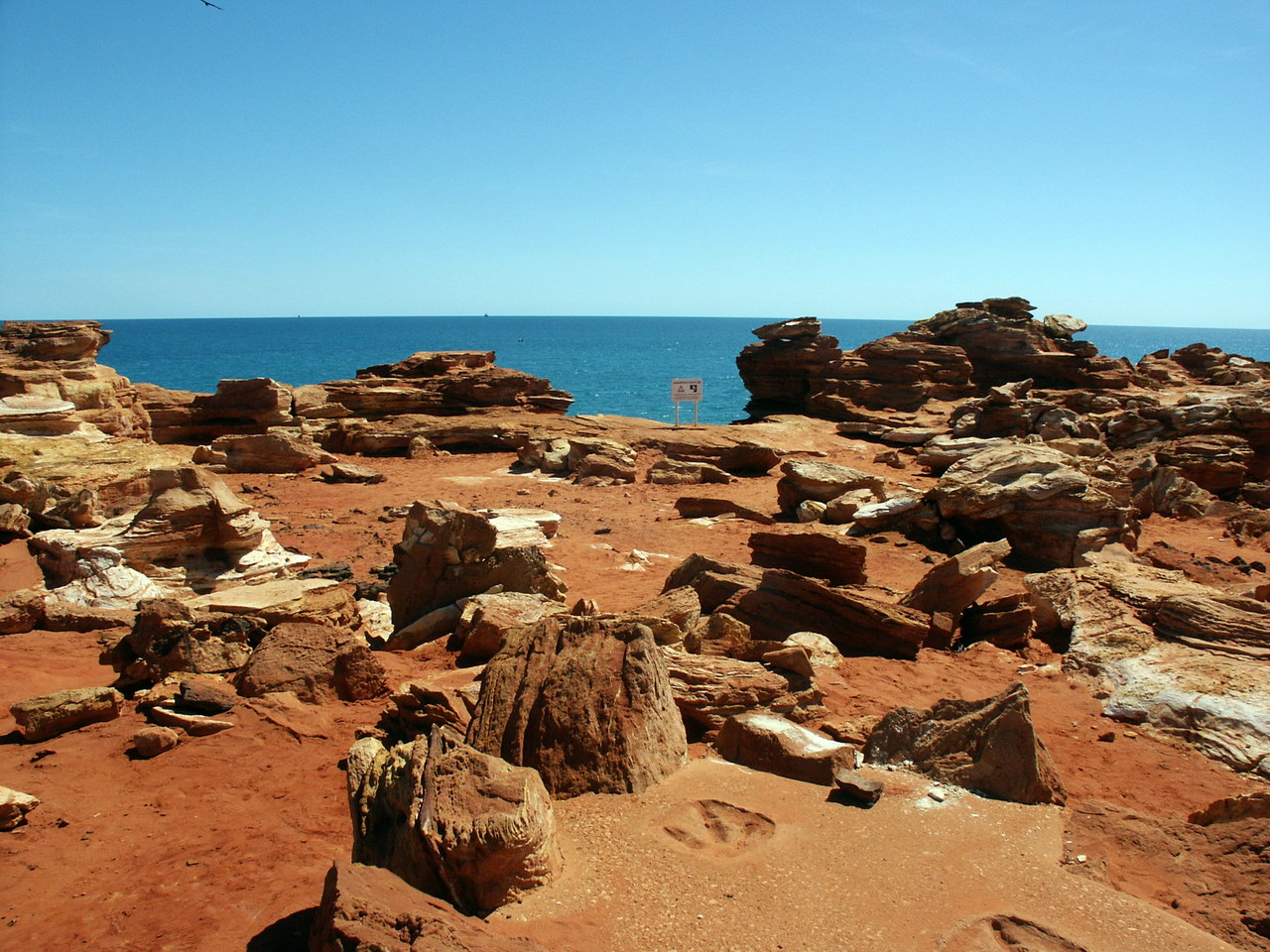

## Klimat
| Miesiąc | Sty  | Lut  | Mar  | Kwi  | Maj  | Cze  | Lip  | Sie  | Wrz  | Paź  | Lis  | Gru  | Roczna |
| --- | ---- | ---- | ---- | ---- | ---- | ---- | ---- | ---- | ---- | ---- | ---- | ---- | ------ |
| Średnie temperatury w dzień [°C]                                                                                      | 33.2 | 32.8 | 33.9 | 34.4 | 32.1 | 29.4 | 29.1 | 30.3 | 31.7 | 32.9 | 33.6 | 33.5 | 32,2   |
| Średnie dobowe temperatury [°C]                                                                                       | 29.9 | 29.5 | 29.7 | 28.6 | 25.2 | 22.3 | 21.4 | 22.5 | 25.3 | 27.8 | 29.6 | 30.0 | 26,8   |
| Średnie temperatury w nocy [°C]                                                                                       | 26.5 | 26.1 | 25.5 | 22.7 | 18.2 | 15.2 | 13.7 | 14.7 | 18.8 | 22.7 | 25.5 | 26.5 | 21,3   |
| Opady [mm] | 191  | 201  | 110  | 27.6 | 15.7 | 14.6 | 9.5  | 1.5  | 1.0  | 0.6  | 9.9  | 76.0 | 659    |
| Średnia liczba dni z opadami                                                                                          | 11.0 | 12.5 | 8.3  | 2.4  | 1.8  | 1.4  | 0.9  | 0.5  | 0.4  | 0.3  | 1.2  | 6.0  | 46,7   |
| Średnie usłonecznienie [h]                                                                                            | 267  | 223  | 267  | 294  | 291  | 279  | 304  | 322  | 312  | 338  | 336  | 288  | 3513   |
| Źródło: Bureau of Meteorology (liczba dni z opadami dla wartości 0,1 mm, wysokość 7 m n.p.m., nad oceanem, 1981-2010) |      |      |      |      |      |      |      |      |      |      |      |      |        |

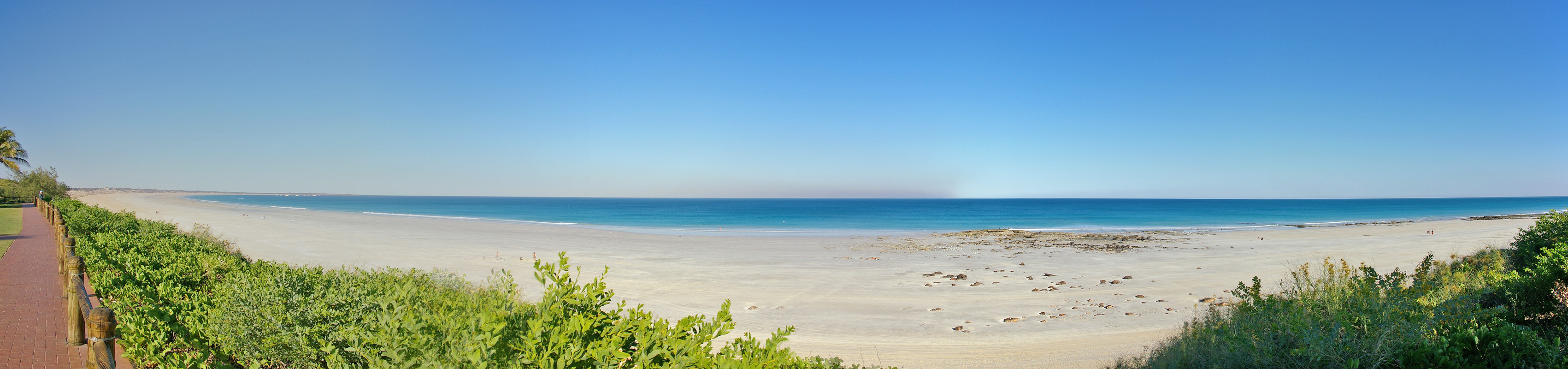
Plaża Cable Beach